# Atomosia hondurana
Atomosia hondurana är en tvåvingeart som beskrevs av James 1953. Atomosia hondurana ingår i släktet Atomosia och familjen rovflugor.
Artens utbredningsområde är Honduras. Inga underarter finns listade i Catalogue of Life.